# Sílvio Heck
Sílvio de Azevedo Heck (Rio de Janeiro, 30 de outubro de 1905 — Rio de Janeiro, 5 de julho de 1988) foi um militar brasileiro e Ministro da Marinha durante o Governo Jânio Quadros em 1961.
Foi Ministro da Marinha do Brasil, de 31 de janeiro a 8 de setembro de 1961. Ocupou a pasta durante o Governo Jânio Quadros e no primeiro governo interino de Ranieri Mazzilli. Juntamente com os outros comandantes militares, Odílio Denys e Gabriel Grün Moss, integrou uma junta militar e foi contrário à posse de João Goulart no episódio conhecido como Campanha da Legalidade.